# Maison à pans de bois du 59 de la rue de Vaucelles à Pont-l'Évêque
La maisons à pans de bois de la rue de Vaucelles est un édifice situé à Pont-l'Évêque, dans le département français du Calvados, en France. Construite à pans de bois, elle est inscrite au titre des monuments historiques.

## Localisation
L'édifice est situé au n°59 de la rue de Vaucelles.

## Historique
Le XVIIe siècle et le XVIIIe siècle sont une période de prospérité pour Pont-l'Évêque.
La maison est datée de 1656 ou 1666.
La façade sur rue et la toiture de la maison est inscrite au titre des monuments historiques depuis le 11 octobre 1930.
Le quartier de Vaucelles est épargné par les bombardements subis par la commune lors de la bataille de Normandie en août 1944, durant lesquels de nombreux édifices sont détruits.